# Lakerpolder
De Lakerpolder is een poldereiland in de Kagerplassen en een voormalig  waterschap in de voormalige gemeente Warmond, thans gemeente gemeente Teylingen, in de Nederlandse provincie Zuid-Holland. Het waterschap was opgericht op 17 augustus 1632 en was verantwoordelijk voor de waterhuishouding in de polder.
Het poldereiland is onbewoond en heeft geen bebouwing, met uitzondering van de Laakmolen. 

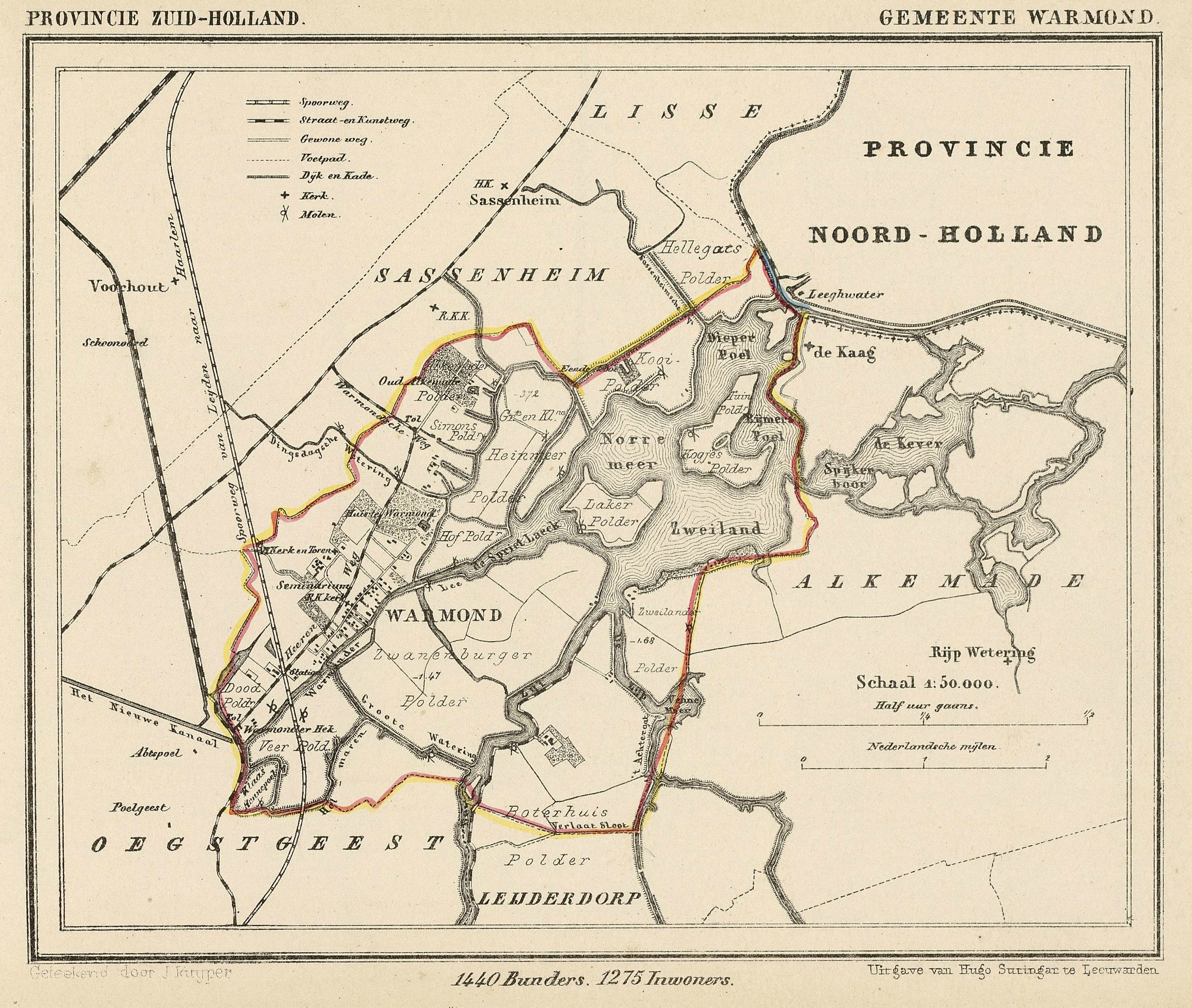
De Laker Polder op een kaart van de voormalige gemeente Warmond uit ca. 1865